# Eerste divisie (handbal)
De Eerste divisie is de op een na hoogste afdeling van het Nederlandse handbal. Er nemen zestien teams deel in zowel de heren- als damescompetitie. De inrichtende macht is het Nederlands Handbal Verbond.

## Herencompetitie

### Opzet
Door de uitbreiding van de eerste divisie bij de mannen is de opzet veranderd. De nummer 1 en 2 promoveert rechtstreekse naar de eredivisie. Indien een team kampioen wordt en niet kan promoveren naar de eredivisie promoveert de eerstvolgende op de ranglijst, mits die geen team in de eredivisie heeft, alsnog rechtstreeks naar de eredivisie. Nummer 16 degradeert rechtstreekse naar de tweede divisie. Tweede als derde teams kunnen niet promoveren naar de eredivisie. Geen nacompetitie na het beëindigen van de reguliere competitie.

### Teams
| Ploeg                         | Plaats       | Provincie     | Hal                                |
| ----------------------------- | ------------ | ------------- | ---------------------------------- |
| Green Park Handbal Aalsmeer 3 | Aalsmeer     | Noord-Holland | De Bloemhof                        |
| Havas                         | Almere       | Flevoland     | Stedenwijk                         |
| FilterCare Achilles           | Apeldoorn    | Gelderland    | Mheenpark                          |
| Sani4all/Artemis '15          | Wehl         | Gelderland    | De Bongerd Koningin Beatrixcentrum |
| Vrone                         | Sint Pancras | Noord-Holland | Sportpark de Kiefthoek             |
| BFC 2                         | Beek         | Limburg       | De Haamen                          |
| DWS                           | Schiedam     | Zuid-Holland  | Groenoordhal                       |
| Atomium'61                    | Rotterdam    | Zuid-Holland  | De Enk                             |
| EHC                           | Den Haag     | Zuid-Holland  | EHC-European Sports Dome           |
| Broekhuyzen/Hellas 2          | Den Haag     | Zuid-Holland  | Hellashal                          |
| Houten 2                      | Houten       | Utrecht       | The Dome                           |
| HV Gemini Voerendaal          | Voerendaal   | Limburg       | De Joffer                          |
| Drenth Groep Hurry Up/E&O 2   | Zwartemeer   | Drenthe       | De Eendracht                       |
| Kwerreveld/UGHV               | Ulft         | Gelderland    | De IJsselweide                     |
| De Lange Natuursteen/Unitas   | Rolde        | Drenthe       | De Boerhoorn                       |
| handbalshop.nl/Witte Ster     | Waspik       | Noord-Brabant | Sportcentrum Waspik                |

### Kampioenen
| Jaar    |   | Club              |         | Jaar    |                  | Club       |   | Jaar              |         | Club            |                   | Jaar    |                   | Club         |                   | Jaar    | Club           |  | Jaar | Club |
| ------- | - | ----------------- | ------- | ------- | ---------------- | ---------- | - | ----------------- | ------- | --------------- | ----------------- | ------- | ----------------- | ------------ | ----------------- | ------- | -------------- |  | ---- | ---- |
| 1977/78 | A | Quintus           | 1984/85 | A       | AHC '31          | 1991/92    | A | Swift Arnhem      | 1998/99 | A               | Apollo '70        | 2008/09 | Hurry-Up          | 2022/23      | Vlug en Lenig     |         |                |  |      |      |
| 1977/78 | B | Vlug en Lenig     | 1984/85 | B       | Loreal           | 1991/92    | B | Delta Sport       | 1998/99 | B               | Quintus           | 2009/10 | Swift Arnhem      | 2023/24      | Aristos Amsterdam |         |                |  |      |      |
| 1978/79 | A | E&O               | 1985/86 | A       | Hercules Hengelo | 1992/93    | A | UDSV              | 1999/00 | A               | Volendam          | 2010/11 | Hellas            | 2023/24      | DWS               |         |                |  |      |      |
| 1978/79 | B | Attila            | 1985/86 | B       | Tachos           | 1992/93    | B | De Gazellen       | 1999/00 | B               | Hellas0000000000- | 2011/12 | Limburg Lions 2   |              |                   |         |                |  |      |      |
| 1979/80 | A | Aalsmeer          | 1986/87 | A       | Jahn II          | 1993/94    | A | Hellas0000000000- | 2000/01 | A               | De Gazellen       | 2012/13 | Aalsmeer 2        |              |                   |         |                |  |      |      |
| 1979/80 | B | Swift Roermond    | 1986/87 | B       | Attila           | 1993/94    | B | De Gazellen       | 2000/01 | B               | DES '72           | 2013/14 | Hercules Den Haag |              |                   |         |                |  |      |      |
| 1980/81 | A | AHC '31           | 1987/88 | A       | Hercules Hengelo | 1994/95    | A | Aalsmeer 2        | 2001/02 | A               | Kolping           | 2014/15 | HandbaL Venlo     |              |                   |         |                |  |      |      |
| 1980/81 | B | PSV               | 1987/88 | B       | UDSV0000000000-  | 1994/95    | B | Bevo HC           | 2001/02 | B               | RSC Animo         | 2015/16 | Aalsmeer 2        |              |                   |         |                |  |      |      |
| 1981/82 | A | E&O               | 1988/89 | A       | ESCA             | 1995/96    | A | Aalsmeer 2        | 2002/03 | White Demons    | White Demons      | 2016/17 | BFC               |              |                   |         |                |  |      |      |
| 1981/82 | B | Aalsmeer          | 1988/89 | B       | Bevo HC          | 1995/96    | B | Caesar            | 2003/04 | UDSV            | UDSV              | 2017/18 | Volendam 2        |              |                   |         |                |  |      |      |
| 1982/83 | A | Hellas0000000000- | 1989/90 | A       | OSC              | 1996/97    | A | Volendam          | 2004/05 | Aalsmeer 2      | Aalsmeer 2        | 2018/19 | WHC-Herclues      |              |                   |         |                |  |      |      |
| 1982/83 | B | Meteoor           | 1989/90 | B       | Tongelre         | 1996/97    | B | Hellas            | 2005/06 | Hurry-Up        | Hurry-Up          | 2019/20 | Bevo HC 2 *       |              |                   |         |                |  |      |      |
| 1983/84 | A | Hercules Hengelo  |         | 1990/91 | A                | Aalsmeer 2 |   | 1997/98           | A       | Olympia Hengelo |                   | 2006/07 | Swift Arnhem      | Swift Arnhem |                   | 2020/21 | Geen kampioen* |  |      |      |
| 1983/84 | B | Swift Arnhem      |         | 1990/91 | B                | Bevo HC    |   | 1997/98           | B       | Bevo HC         |                   | 2007/08 | HARO              | HARO         |                   | 2021/22 | Vrone/Berdos   |  |      |      |

* - Seizoen ongeldig verklaard door NHV i.v.m. coronacrisis in Nederland

## Damescompetitie

### Opzet
Door de uitbreiding van de eerste divisie bij de dames is de opzet van de competitie veranderd. De nummer 1 is kampioen en promoveert rechtstreeks naar de eredivisie. De nummers 15 en 16, degraderen rechtstreeks naar de tweede divisie, indien een vereniging met een team dat uitkomt in de eredivisie, een 2 e team heeft dat uitkomt in de eerste divisie, kan het team van betrokken vereniging niet in aanmerking komen voor promotie naar de eredivisie. Indien een team kampioen wordt en niet kan promoveren naar de eredivisie promoveert de eerstvolgende op de ranglijst, mits die geen team in de eredivisie heeft, alsnog rechtstreeks naar de eredivisie.

### Teams
| Ploeg                           | Plaats         | Provincie     | Hal                |
| ------------------------------- | -------------- | ------------- | ------------------ |
| BFC                             | Beek (Limburg) | Limburg       | De Haamen          |
| DSS                             | Heemskerk      | Noord-Holland | de Waterakkers     |
| Foreholte                       | Voorhout       | Zuid-Holland  | De Tulp            |
| Fortissimo                      | Cothen         | Utrecht       | De Rijnsloot       |
| HVBS                            | Bunschoten     | Utrecht       | De Stormvogel      |
| PCA/Kwiek 2                     | Raalte         | Overijssel    | Sporthal Tijenraan |
| MEOS                            | Nederweert     | Limburg       | De Bengele         |
| M.H.V. '81                      | Mill           | Noord-Brabant | De Looierij        |
| Westfriesland/SEW 2             | Nibbixwoud     | Noord-Holland | de Bloesem         |
| Quintus 2                       | Kwintsheul     | Zuid-Holland  | Eekhout Hal        |
| OTTO Work Force/VOC Amsterdam 2 | Amsterdam      | Noord-Holland | Elzenhagen         |
| JuRo Unirek/VZV 2               | 't Veld        | Noord-Holland | 't Zijveld         |
| Westsite                        | Amsterdam      | Noord-Holland | Calandhal          |
| Wijhe '92                       | Wijhe          | Overijssel    | De Lange Slag      |
| Z.A.P.                          | Breezand       | Noord-Holland | de Zwaluwenvlucht  |
| ZVBB '21                        | Zenderen       | Overijssel    | 't Wooldrik        |

### Kampioenen
| 1978/79 | A | E&O                | 1984/85 | A | onbekend       | 1990/91 | A | DSVD            | 1996/97 | A | Zwaluwen'30     | 2002/03 | E&O             | 2014/15 | Kwiek Raalte   |
| 1978/79 | B | SEW                | 1984/85 | B | onbekend       | 1990/91 | B | Swift Roermond  | 1996/97 | B | OSC             | 2003/04 | AAC 1899        | 2015/16 | Borhave        |
| 1979/80 | A | Foreholte          | 1985/86 | A | onbekend       | 1991/92 | A | VZV             | 1997/98 | A | onbekend        | 2004/05 | Fortissimo      | 2016/17 | Foreholte      |
| 1979/80 | B | Loreal             | 1985/86 | B | Sittardia/DVO  | 1991/92 | B | Hermes          | 1997/98 | B | PSV             | 2005/06 | Wings           | 2017/18 | DSVD           |
| 1980/81 | A | Swift Arnhem       | 1986/87 | A | onbekend       | 1992/93 | A | DSVD            | 1998/99 | A | onbekend        | 2006/07 | Dalfsen         | 2018/19 | Quintus 2      |
| 1980/81 | B | PSV                | 1986/87 | B | Iason          | 1992/93 | B | onbekend        | 1998/99 | B | DES '72         | 2007/08 | Hellas000000000 | 2019/20 | Kwiek Raalte*  |
| 1981/82 | A | onbekend           | 1987/88 | A | onbekend       | 1993/94 | A | De Volewijckers | 1999/00 | A | NEA             | 2008/09 | AAC 1899        | 2020/21 | Geen kampioen* |
| 1981/82 | B | Vlug en Lenig      | 1987/88 | B | UVG            | 1993/94 | B | onbekend        | 1999/00 | B | Ventura         | 2009/10 | DSS             | 2021/22 | VOC 2          |
| 1982/83 | A | onbekend           | 1988/89 | A | onbekend       | 1994/95 | A | E&O             | 2000/01 | A | Aalsmeer        | 2010/11 | Loreal          | 2022/23 | VOC 2          |
| 1982/83 | B | AHV Swift          | 1988/89 | B | Swift Roermond | 1994/95 | B | Delta Sport     | 2000/01 | B | Blerick         | 2011/12 | Aalsmeer        | 2023/24 | VOC 2          |
| 1983/84 | A | Vlugheid en Kracht | 1989/90 | A | onbekend       | 1995/96 | A | Olympia Hengelo | 2001/02 | A | Olympia Hengelo | 2012/13 | DOS             | 2024/25 | E&O            |
| 1983/84 | B | DES                | 1989/90 | B | Tachos         | 1995/96 | B | De Gazellen     | 2001/02 | B | Groene ster     | 2013/14 | DSS             |         |                |

* - Seizoen ongeldig verklaard door NHV i.v.m. coronacrisis in Nederland